# Enzo Bardeli
Enzo Bardeli (Duinkerke, 11 april 2001) is een Frans professioneel voetballer die als middenvelder fungeert. Bardeli is een jeugdproduct van Lille OSC en staat onder contract bij tweedeklasser USL Dunkerque.

## Loopbaan

### Lille OSC
Bardeli geniet diens opleiding bij het Franse Lille OSC. Hij doorloopt zowel de U17 als de U19 van de Noord-Franse club. Met het U19-elftal van Les Dogues komt Bardeli meermaals in actie tijdens de UEFA Youth League.

### USL Dunkerque
In de zomer van 2021 maakt de middenvelder de overstap naar USL Dunkerque in de Ligue 2, de club uit zijn geboortestad. Bardeli tekent er later op het seizoen zijn eerste profcontract en krijgt het rugnummer 14 toegewezen. Op de twintigste speeldag, een 1-1 gelijkspel tegen Paris FC, maakt de dan twintigjarige Fransman voor het eerst deel uit van de wedstrijdselectie.